# Alpen-Kleinwühlmaus
Die Alpen-Kleinwühlmaus oder Fatio-Kleinwühlmaus (Microtus multiplex) ist ein Säugetier aus der Unterfamilie der  Wühlmäuse (Arvicolinae). Das kleine europäische Verbreitungsgebiet der Art umfasst Teile der Alpen und einige benachbarte Gebirge, die Tiere leben dort überwiegend unterirdisch in Bereichen mit dichter Bodenvegetation. Die Art gilt als ungefährdet.

## Kennzeichen
Die Alpen-Kleinwühlmaus ist etwas größer als die ähnliche Kurzohrmaus. Die Kopf-Rumpf-Länge beträgt 90–110 mm, die Schwanzlänge 30–44 mm, die Länge des Hinterfußes 15–17 mm und die Ohrlänge 9–11 mm. Die Tiere wiegen 20–30 g. Das Fell ist auf der Oberseite hell gelblich und rötlich braun, die Unterseite und die Fußrücken sind weißlich behaart. Die Ohren sind fast völlig im Fell verborgen. Das Schädeldach ist leicht gewölbt und die Gehörkapseln sind relativ groß. Die  Alpen-Kleinwühlmaus ist von den extrem ähnlichen und nahe verwandten beiden Arten Bayerische Kurzohrmaus (Microtus bavaricus) und Illyrische Kurzohrmaus (M. liechtensteini) nur molekulargenetisch oder durch die vergleichende Analyse mehrerer Zahn- und Schädelmaße unterscheidbar.

## Verbreitung und Lebensraum
Das relativ kleine Verbreitungsgebiet der Alpen-Kleinwühlmaus reicht vom östlichen Massif Central nach Osten über die südlichen Alpen in Frankreich und der Schweiz bis in den zentralen Norden Italiens und dort nach Süden bis in den nördlichen Teil des Apennin.  
Sie bewohnt offene und halboffene Habitate mit dichter Bodenvegetation wie Wiesen, Lichtungen und ältere Wälder mit dichter Krautschicht und kommt dort von Meereshöhe bis in 2800 m Höhe vor. 

## Lebensweise
Alpen-Kleinwühlmäuse sind mehr tag- als nachtaktiv, leben jedoch überwiegend unterirdisch. Die Art ist offenbar monogam und lebt ganzjährig paarweise in exklusiven Revieren. Das verzweigte unterirdische Gangsystem wird flach unterhalb der Bodenoberfläche angelegt, die Tiere benutzen auch Gänge des Blindmaulwurfs (Talpa caeca). In jedem Territorium finden sich mehrere Nester, die im Normalfall ebenfalls unterirdisch angelegt werden, selten auch oberirdisch unter Steinhaufen. Die wohl ausschließlich pflanzliche Nahrung besteht vor allem aus Wurzeln, Knollen und Zwiebeln, seltener fressen die Tiere Gras oder Früchte von Kastanien. Die Fortpflanzung findet ganzjährig statt, lässt in ihrer Intensität im Winter jedoch deutlich nach. Die Würfe sind relativ klein und umfassen im Mittel nur 2–3 Junge.

## Bestand und Gefährdung
Die Alpen-Kleinwühlmaus ist lokal häufig, Hinweise auf Bestandsrückgänge gibt es nicht. Der Weltbestand gilt laut IUCN als ungefährdet („least concern“).